# Saint-Bonnet-près-Bort
Saint-Bonnet-près-Bort är en kommun i departementet Corrèze i regionen Nouvelle-Aquitaine i de centrala delarna av Frankrike. Kommunen ligger  i kantonen Bort-les-Orgues som tillhör arrondissementet Ussel. År 2022 hade Saint-Bonnet-près-Bort 188 invånare.

## Befolkningsutveckling
Antalet invånare i kommunen Saint-Bonnet-près-Bort
Referens:INSEE